# Need for Speed: No Limits
Need for Speed: No Limits — відеогра для платформ Android та IOS, розроблена Firemonkeys Studios і опублікована Electronic Arts 30 вересня 2015 року. Це двадцять перша частина франшизи, а також перша оригінальна назва виключно для мобільних пристроїв, на відміну від минулих мобільних ігор в серії, які були просто адаптацією різних Need for Speed ігор.

## Ігровий процес
Ігровий процес в Need for Speed: No Limits базується на вуличних перегонах з поліцейськими переслідуваннями.
Гравець повинен змагатися в режимах Underground і Car Series (де лише деякі автомобілі можуть брати участь, щоб отримати особливі нагороди). Крім того, можна брати участь у перегонах, обмежених у часі, де дають напрокат спеціальний автомобіль. Якщо гравець закінчує серію до того моменту, коли завершиться виділений час на неї, він зможе зберегти ексклюзивний автомобіль як нагороду.
Більшість автомобілів в грі можна вдосконалювати, змінюючи колеса, комплекти кузова, а також колір, крім цього можна модернізувати внутрішні частини. Унікальні автомобілі, отримані під час обмежених за часом проведення спеціальних серій (а також автомобілі Ferrari), візуальним змінам не підлягають.

## Спеціальні серії гонок
Перший раз обмежена у часі спеціальна серія перегонів гри проходила з 7 по 12 жовтня 2015 року, у співпраці з репером Snoop Dogg. Розробники дали можливість гравцям випробувати Ford Shelby GT500 спеціально позначений як «Snoop Dogg».
У зв'язку з грою 2005 року Need for Speed: Most Wanted (яка мала великий успіх для EA та Need for Speed франшизи), спеціальну подію, яка проходила з 28 жовтня до 2 листопада 2015 приніс головний антагоніст гри, Clarence «Razor» Callahan, до Blackridge (назва міста в грі Need for Speed: No Limits). Гравець отримав можливість брати участь в перегонах з використанням спеціально модифікованого BMW M4 ставореного на основі BMW M3 GTR (E46). Ця серія також представила таємного поліцейського по імені Rivera як партнера гравця, який знав багато про минуле Razor-а і хотів тримати його подалі від Blackridge.
Наступна спеціальна серія, під назвою «Xtreme Racing Championship», проходила з 25 до 30 листопада 2015 року. Цього разу, гравцю був наданий доступ до Ford Mustang Hoonicorn професійним водієм ралі Кеном Блоком, щоб конкурувати з Flaming Skulls вуличними гонщиками екіпажу Ivy.
Щоб відсвяткувати Різдво, розробники представляють нову спеціальну серію, між 22 і 27 грудня 2015 року. Цього разу вона отримала назву «Lamborghini Accademia», гравець отримав в оренду Lamborghini Huracán LP 610-4, і була поставлена задача завершити серію на снігу, при сприянні Bob Natale і його команди.
Ще одна подія, яка проходила між 8 і 13 лютого 2016 року, щоб відсвяткувати китайський Новий рік, гравець отримав шанс випробувати новий Jaguar F-Type.
Наступна серія, яка розпочалась 19 червня і завершилась 23 червня 2016, дає гравцеві можливість сісти за кермо Nissan Skyline R34, відновлюючи його з купи металу через серію перегонів, протягом п'яти днів. Машина автоматично змінювалася з комплектом Speedhunters на підставі Nismo Z-Tune.
13 липня почалась нова спеціальна подія під назвою Fastlane. Її відкрив новий автомобіль  Nissan 180SX Tipe X, який був нагородою за перемогу. Події Fastlane проходять як звичайні моносерії без діалогів і міні-сюжету.
Нарешті, 27 липня 2016 року розробники дали можливість гравцям отримати легендарний Dodge Charger R/T. Ця подія проходила під назвою Fastlane, як і попередня.
Не задовго після цього, 12 серпня, вийшло чергове оновлення і гравцям була представлена серія, яка отримала назву Devil's Run. Вона тривала не як звичайна супер-серія. Сім днів захоплюючих перегонів з міні-сюжетом і новим видом зброї, електростатичним ударом, який, при попаданні, знешкоджував електроніку автомобіля і уповільнював її хід. Нагородою була Lamborghini Diablo SV.
24 серпня 2016 року проходила чергова спеціальна серія перегонів Fastlane, у якій розробники дали другий шанс, щоб отримати Jaguar F-Type тим, хто не зміг цього зробити 8 лютого на китайський Новий рік.
Наступна супер-серія відбулася з 7 до 11 вересня 2016 року, пройшовши яку можна було отримати автомобіль Ford GT.
30 вересня гравці отримали можливість виграти новий Nissan Silvia SPEC R рожевого кольору. Ця подія також називалася Fastlane і нічим не відрізнялася від попередньої, за винятком автомобіля.
Нарешті, 5 жовтня, розробники вирішили додати в гру ще сорок креслень для автомобіля Ferrari LaFerrari. Вигравши всі перегони, одні гравці змогли продовжити покращувати свій автомобіль, а інші — отримати його. Для цього було необхідно мати Nissan Silvia SPEC R з попередньої серії.
15 жовтня 2016 року проходила наступна спеціальна подія Fastlane на автомобіль Mitsubishi Lancer Evo VI, за допомогою якого можна було виграти ще сорок креслень на Ferrari LaFerrari в наступній серії перегонів, яка відбулася 24 жовтня.
З 8 до 12 листопада повторно проходила подія «Snoop Dogg», яка дала можливість отримати Ford Shelby GT500 тим гравцям, які не змогли цього зробити 7 жовтня 2015 року.
Не задовго після цього, 19 листопада, розробники додали в гру нову марку автомобіля — Chevrolet, тим самим пообіцявши за проходження всіх перегонів в серії новий Chevrolet Camaro Z/28 білого кольору.

### Хронологія і основна інформація спеціальних супер-серій
| Дата проведення         | Рік проведення | Назва                           | Вимоги                    | Нагорода                          |
| ----------------------- | -------------- | ------------------------------- | ------------------------- | --------------------------------- |
| 7 — 12 жовтня           | 2015           | Snoop Dogg                      | —                         | Ford Shelby GT500 "Snoop Dogg"    |
| 28 жовтня — 2 листопада | 2015           | Return of Razor                 | —                         | BMW M4 f82 «Razor»                |
| 25 — 30 листопада       | 2015           | Xtreme Racing Championship      | —                         | Ford Mustang Hoonicorn            |
| 22 — 27 грудня          | 2015           | Lamborghini Accademia           | —                         | Lamborghini Huracán LP 610-4      |
| 1 — 3 січня             | 2016           | Blackridge Spirit               | Toyota GT96               | 20 креслень для Ferrari LaFerrari |
| 8 — 10 січня            | 2016           | Blackridge Spirit (Продовження) | Mazda RX-7 FD             | 20 креслень для Ferrari LaFerrari |
| 15 — 17 січня           | 2016           | Blackridge Spirit (Продовження) | Ford Mustang GT           | 25 креслень для Ferrari LaFerrari |
| 22 — 24 січня           | 2016           | Blackridge Spirit (Продовження) | BMW M4 F82                | 35 креслень для Ferrari LaFerrari |
| 8 — 13 лютого           | 2016           | Year of Fire Monkey             | —                         | Jaguar F-Type                     |
| 23 — 27 березня         | 2016           | Return of Razor (Повтор)        | —                         | BMW M4 f82 «Razor»                |
| 22 — 24 квітня          | 2016           | Blackridge Spirit (Продовження) | Volkswagen Golf GTI       | 20 креслень для Ferrari LaFerrari |
| 13 — 15 травня          | 2016           | Blackridge Spirit (Продовження) | Porsche 991 (993) Carrera | 25 креслень для Ferrari LaFerrari |
| 3 — 5 червня            | 2016           | Blackridge Spirit (Продовження) | Dodge Challenger SRT8     | 30 креслень для Ferrari LaFerrari |
| 19 — 23 червня          | 2016           | I am the SpeedHunter            | —                         | Nissan Skyline R34                |
| 13 — 17 липня           | 2016           | Fastlane                        | —                         | Nissan 180SX Tipe X               |
| 27 — 31 липня           | 2016           | Fastlane                        | —                         | Dodge Charger R/T                 |
| 12 — 18 серпня          | 2016           | Devil's Run                     | —                         | Lamborghini Diablo SV             |
| 24 — 28 серпня          | 2016           | Fastlane (Повтор)               | —                         | Jaguar F-Type                     |
| 7 — 11 вересня          | 2016           | Fastlane                        | —                         | Ford GT                           |
| 30 вересня — 4 жовтня   | 2016           | Fastlane                        | —                         | Nissan Silvia SPEC R              |
| 5 — 9 жовтня            | 2016           | Blackridge Spirit (Продовження) | Nissan Silvia SPEC R      | 40 креслень для Ferrari LaFerrari |
| 15 — 19 жовтня          | 2016           | Fastlane                        | —                         | Mitsubishi Lancer Evo VI          |
| 24 — 28 жовтня          | 2016           | Blackridge Spirit (Продовження) | Mitsubishi Lancer Evo VI  | 40 креслень для Ferrari LaFerrari |
| 3 — 12 листопада        | 2016           | Snoop Dogg (Повтор)             | —                         | Ford Shelby GT500 "Snoop Dogg"    |
| 19 — 23 листопада       | 2016           | Fastlane                        | —                         | Chevrolet Camaro Z/28             |

## Розвиток
Гра була розроблена Firemonkeys Studios (від розробника Real Racing 3) і опублікована Electronic Arts 6 січня 2015 року, але тільки у Тайвані та Нідерландах. Мовою інтерфейсу спочатку була лише голландська в альфа-версії для раннього тестування. Випущена на Android 17 лютого 2015 як бета-версія. Новий трейлер був випущений на YouTube 18 вересня 2015 року в усьому світі, а випуск готової гри англійською мовою — 30 вересня 2015 року.